# Cameron Dallas
Cameron Alexander Dallas (Whittier, 8 settembre 1994) è un attore, modello e cantante statunitense.
Noto soprattutto per la sua importanza nell'applicazione video Vine e YouTube. Dallas ha continuato a recitare in film come Expelled e The Outfield. Dal 2018, Dallas è legato da un contratto alla casa discografica Columbia Records.

## Biografia
Cameron Dallas è nato a Whittier, in California. È cresciuto a Chino, in California, da sua madre, Gina Dallas. Ha una sorella di nome Sierra Dallas, che ha quattro anni in più. Dallas si è descritto come metà scozzese, un quarto messicano e un quarto tedesco. Ha due nipoti, Capri Rose Mallozzi, nata il 9 maggio 2019, e Calum K Mallozzi, nato l'11 giugno 2021, entrambi figli della sorella e del cognato (Brent Mallozzi).

## Carriera
Cameron Dallas ha iniziato la sua carriera su Vine nel settembre 2012. Ha fatto parte dei Magcon insieme a Shawn Mendes, Nash Grier, Matthew Espinosa, Carter Reynolds, Jack and Jack, Aaron Carpenter, Hayes Grier, Jacob Whitesides,Taylor Caniff e Mahogany Lox. Dopo due anni aveva già raggiunto 8 milioni di follower sulla piattaforma, facendolo diventare l'undicesima persona più popolare su Vine. Successivamente ha esordito come attore nel film Expelled, uscito nel 2014.
Nel maggio 2015 prende parte a due episodi della serie della NBC American Odyssey. Nello stesso anno è nel cast della commedia sportiva The Outfield. Nel 2015 esordisce da cantante con il singolo She Bad.
Nel giugno 2016 viene annunciata la produzione della serie-reality Chasing Cameron, in cui è protagonista in onda su Netflix dal mese di dicembre. Contemporaneamente nel 2016 inizia la sua carriera da modello sfilando per stilisti come Calvin Klein e Dolce & Gabbana. Nel 2018 firma un contratto discografico con la Columbia Records e pubblica il singolo Why Haven't I Met You?.
Nel 2020 ha fatto il suo debutto teatrale a Broadway, interpretando Aaron Samuel nel musical Mean Girls all'August Wilson Theatre. Sempre nel 2020, la carriera di cantante di Dallas ha un maggiore slancio grazie alla pubblicazione di diversi singoli: Helpless, Secrets, Dangerous, Used To Me e Would You.
L’8 settembre 2020 Cameron ha pubblicato il suo primo album Dear Scarlett da artista indipendente. L’album è composto da 13 brani, tra i quali Secrets, Dangerous, Used To Me e Would You, usciti precedentemente come singoli.

## Vita privata
Il 31 dicembre 2018, a capodanno, Dallas è stato arrestato e accusato di aggressione per un pugno in faccia ad un uomo all'Hyatt Residence Club Grand Aspen di Aspen, in Colorado. In precedenza era stato arrestato con l'accusa di atti di vandalismo nel 2015.
Il 23 agosto 2019, Cameron ha annunciato sui social media che negli ultimi 2 anni e mezzo ha lottato con le dipendenze, dalla depressione e dai traumi familiari. Il 15 ottobre 2019, ha corso in un'organizzazione benefica che ha contribuito a raccogliere fondi per coloro che soffrono di dipendenza e ad aiutarli ad accedere alle cure.
Nel 2019 ha iniziato a frequentare  Madisyn Menchaca . Nel febbraio 2025 hanno rivelato che aspettavano il loro primo figlio insieme a luglio.

## Filmografia

### Cinema
- Expelled, regia di Alex Goyette (2014)
- The Outfield, regia di Michael Goldfine ed Eli Gonda (2015)

### Televisione
- American Odyssey – serie TV, 2 episodi (2015)

### Videoclip musicali
- Daniel Skye: Maybe (2014)
- Daniel Skye & Cameron Dallas: All I Want (Lyric Video) (2015)
- Charli XCX: Boys (2017)
- Cameron Dallas: Why Haven't I Met You? (2018)
- Cameron Dallas: Helpless (2020)
- Cameron Dallas: Secrets (Lyric Video) (2020)
- Cameron Dallas: Would You (2020)

## Doppiatore
- Frog Kingdom, regia di Nelson Shin e Melanie Simka (versione inglese) (2013)

## Teatro
- Mean Girls (2020), August Wilson Theatre, Broadway

## Discografia

### Album
| Titolo        | Dettagli                                                                                               |
| ------------- | --- |
| Dear Scarlett | - Distribuzione: 8 settembre 2020 - Etichetta: sotto nessuna associazione - Formato: Download digitale |

## Campagne pubblicitarie
- Calvin Klein (2016-2017)
- American Eagle (2017)
- Penshoppe (2017)
- Dolce & Gabbana (2017-2019)
- Carolina Herrera (2017-2021)
- Daniel Wellington (2017)
- Ralph Lauren Holiday (2018)

## Riconoscimenti
- 2014 – Teen Choice Awards
  - Choice Web: Viner
  - Nomination Choice Web Star: Male
- 2015 – Teen Choice Award
  - Choice Web Star: Male
  - Choice Web: Viner
- 2016 – People's Choice Awards
  - Nomination Social media star preferita
- 2016 – Teen Choice Award
  - Choice Social Media King
  - Nomination Choice Male Hottie
  - Nomination Choice Web Star: Male
- 2016 – Streamy Awards
  - Nomination Entertainer of the Year
- 2017 – People's Choice Awards
  - Social media star preferita
- 2017 – Streamy Awards
  - Nomination Creator of the Year
- 2017 – Model of the Year
  - Model of the Year Man (Readers’ choice)
  - Nomination Social Media Star Man
- 2019 – Model of the Year
  - Nomination Social Media Star Man